# Oncidium schroederianum
Oncidium schroederianum är en orkidéart som först beskrevs av O'brien, och fick sitt nu gällande namn av Leslie Andrew Garay och John E. Stacy. Oncidium schroederianum ingår i släktet Oncidium och familjen orkidéer. Inga underarter finns listade i Catalogue of Life.

## Bildgalleri

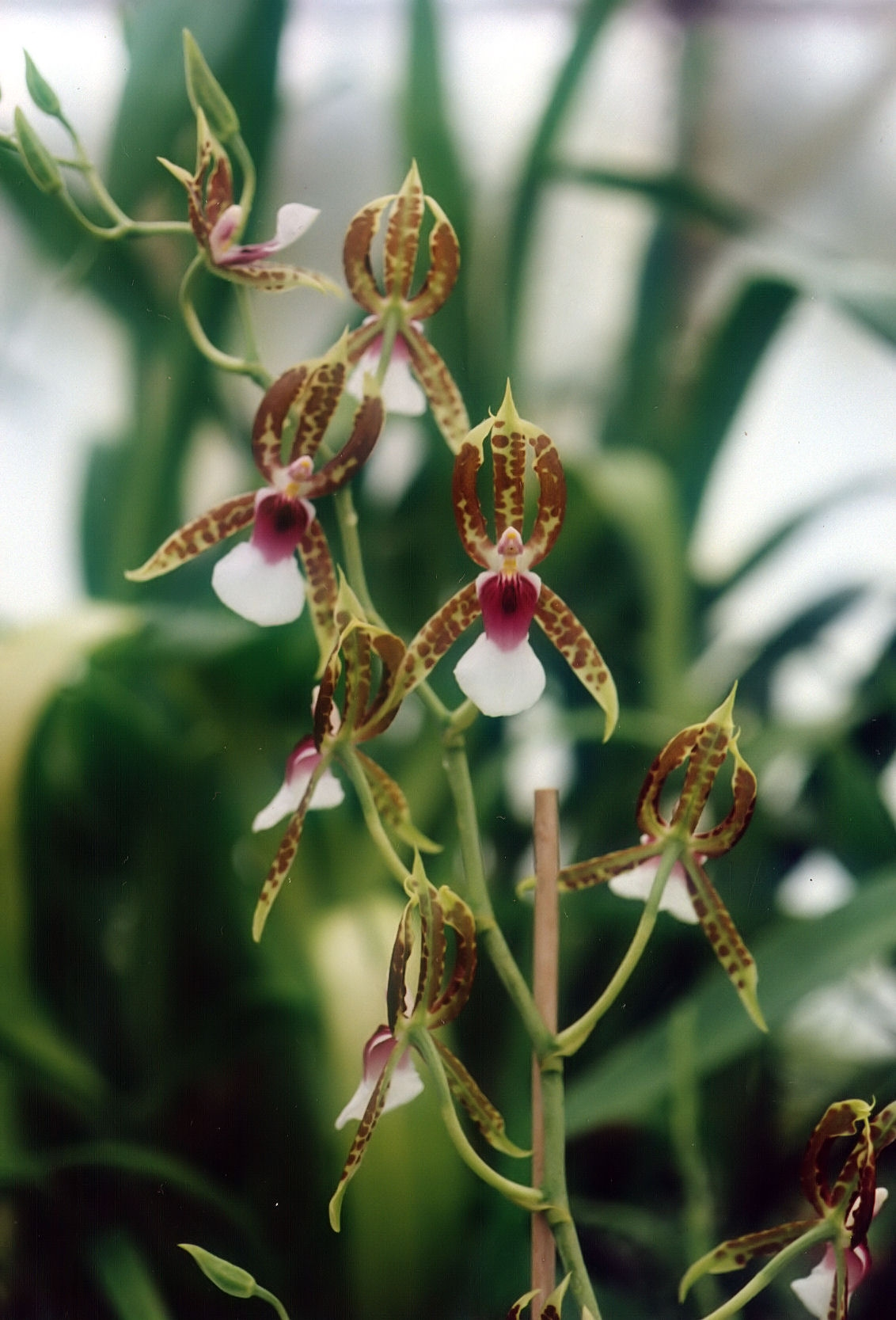
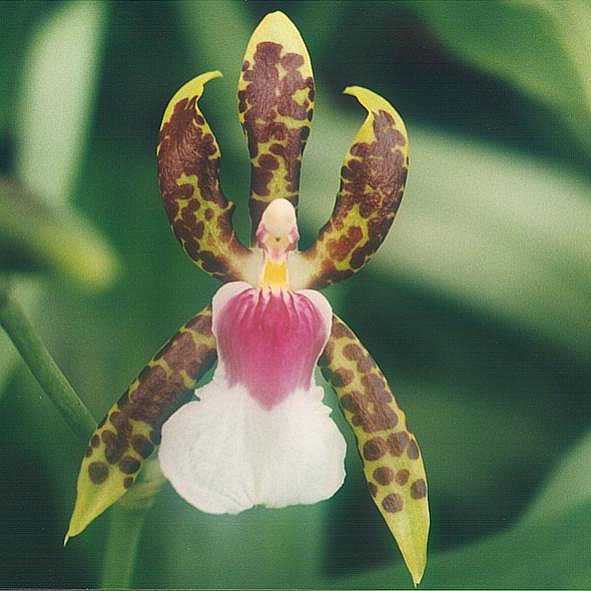
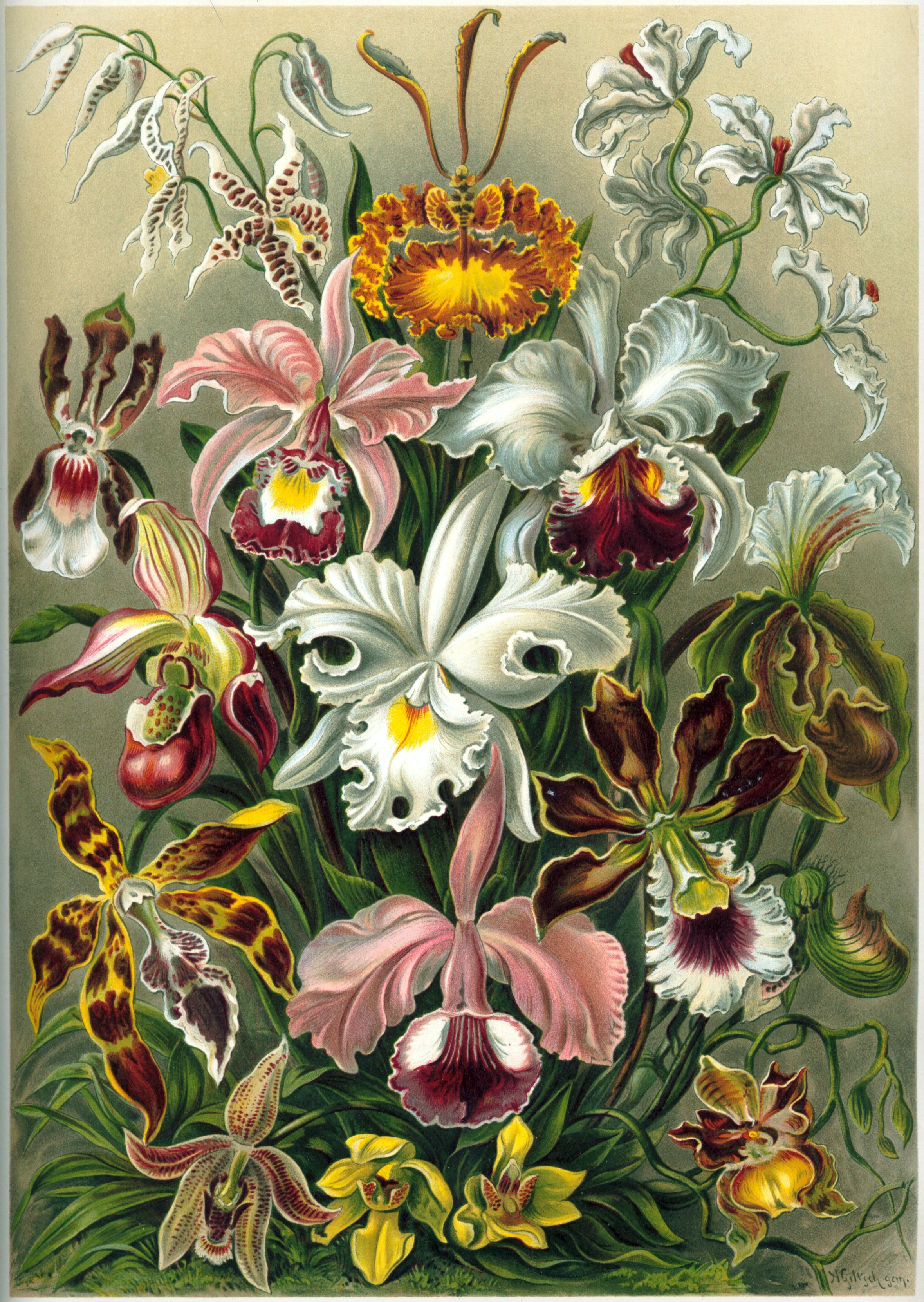